# Jean Baptiste Joseph Constant
Pour les articles homonymes, voir Constant.
Jean Baptiste Joseph Constant est un médailleur, dessinateur, lithographe et inventeur français exerçant à Bordeaux aux n° 9 à 13 galerie Bordelaise, dans la première moitié du XIXe siècle.

## Biographie

### Son procès
Il a été condamné le 9 septembre 1843 par la cour de Bordeaux à une peine de 5 ans de réclusion, amendes et exposition pour contrefaçon de timbres de l'État. Par la suite il a fait une demande de réhabilitation.

### Invention
N° 108 : M. Constant (Jean-Baptiste-Joseph), graveur, galerie Bordelaise, n° 9, 11 et 13, à Bordeaux, département de la Gironde, auquel il a été délivré, le 30 août dernier (1839), le certificat de sa demande d'un brevet d'invention de dix ans, pour un système d'essieux brisés à trois roues, applicable à toute espèce de voiture, et qu'il nomme système Constant.

## Œuvres
- Médaille en argent de la Banque de Bordeaux fondée en 1819.
- Médaille en argent de l'hôpital Saint-André, Bordeaux, chef de service médical.

## Galerie

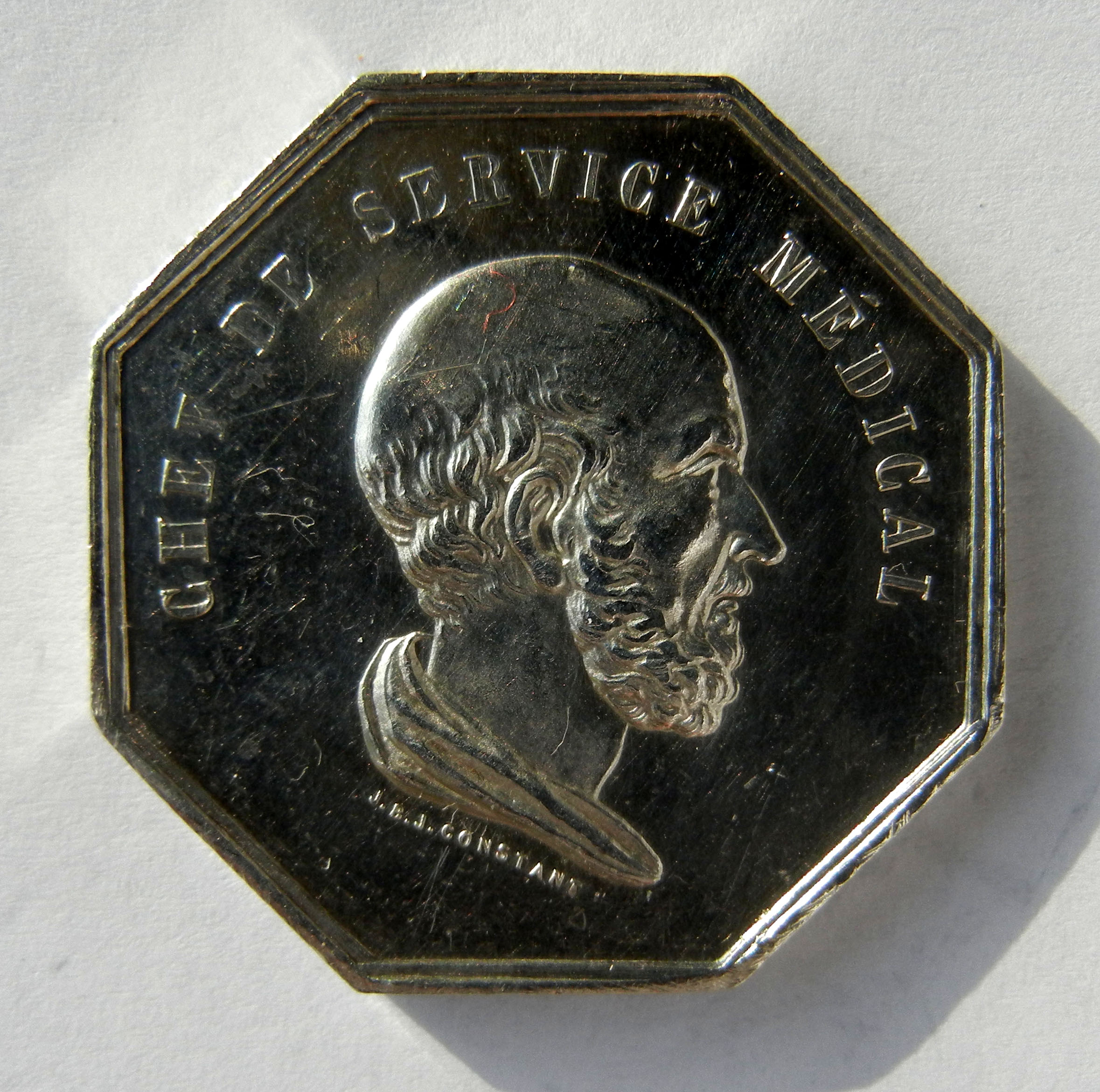
Médaille en argent. Hôpital Saint André, Bordeaux, Chef de service médical. (recto). Graveur : Jean Baptiste Joseph Constant
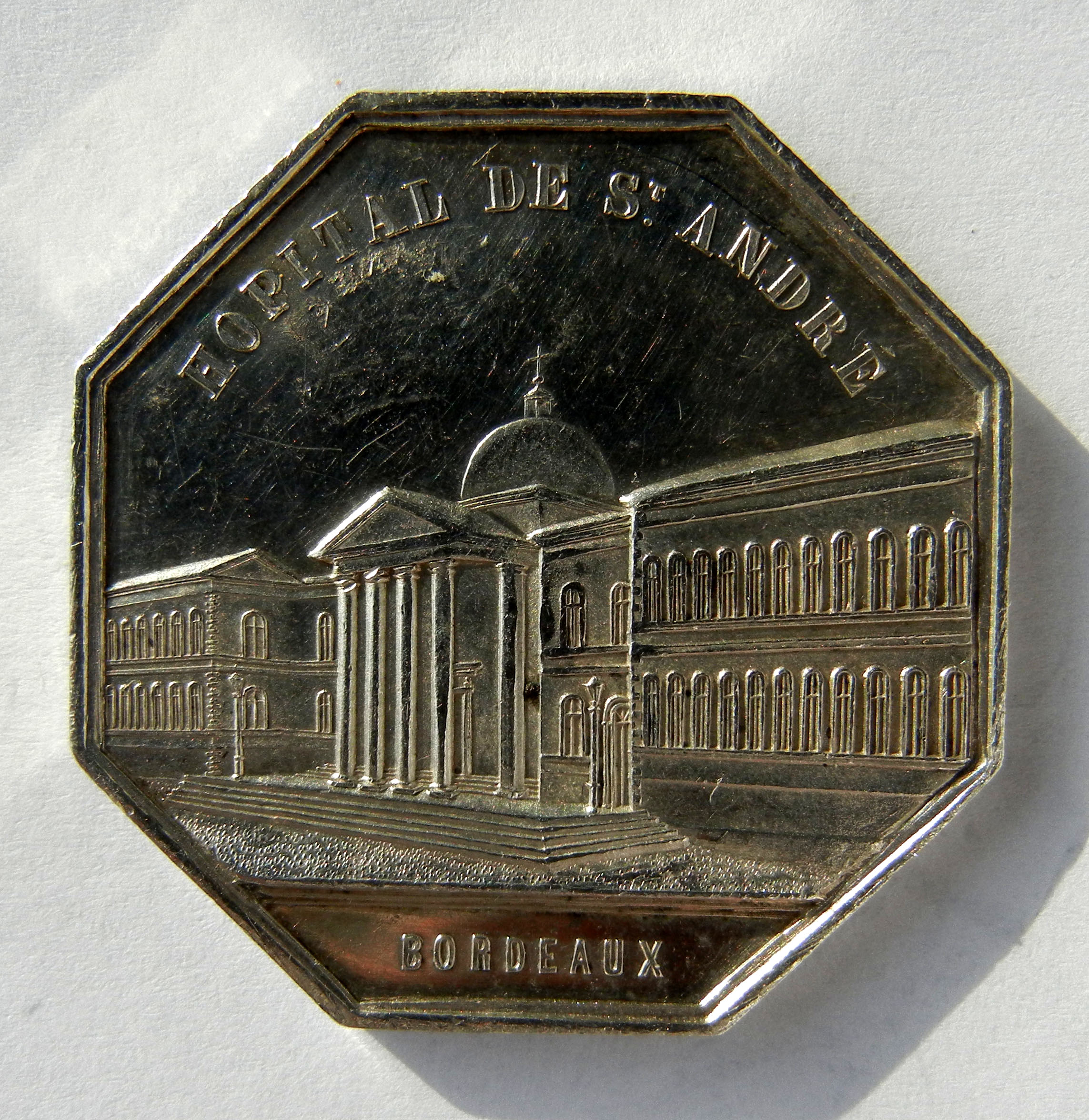
Médaille en argent. Hôpital Saint André, Bordeaux, Chef de service médical. (verso). Graveur : Jean Baptiste Joseph Constant